# Ictalurus furcatus
Ictalurus furcatus es una especie de peces de la familia Ictaluridae en el orden de los Siluriformes.

## Morfología
• Los machos pueden llegar alcanzar los 165 cm de longitud total y los 68 kg de peso.

## Distribución geográfica
Se encuentra desde las cuencas de los ríos  Mississippi,  Misuri y  Ohio hasta el norte de Guatemala, y en algunas partes de México.